# Tera
Tera (symbool: T) is het SI-voorvoegsel dat gebruikt wordt om een factor 1012 (één biljoen) aan te duiden.
Het wordt gebruikt sinds 1960; de naam is afgeleid van het Griekse τέρας voor monster
Bijvoorbeeld: 1 terawatt wordt afgekort tot 1 TW.

## Informatica
In de informatica wordt tera ook soms gebruikt om een aantal van 1.099.511.627.776 oftewel 240 aan te geven (bijvoorbeeld 1 TB = 1 terabyte = 1024 × 1024 × 1024 × 1024 byte). Dit wordt door de International Electrotechnical Commission echter ontraden. Een dergelijk getal zou aangegeven moeten worden als TiB (tebibyte). De afwijking tussen een TiB en 1012 bytes is bijna 10%.
Zie ook: veelvouden van bytes.